# Национальный морской заповедник

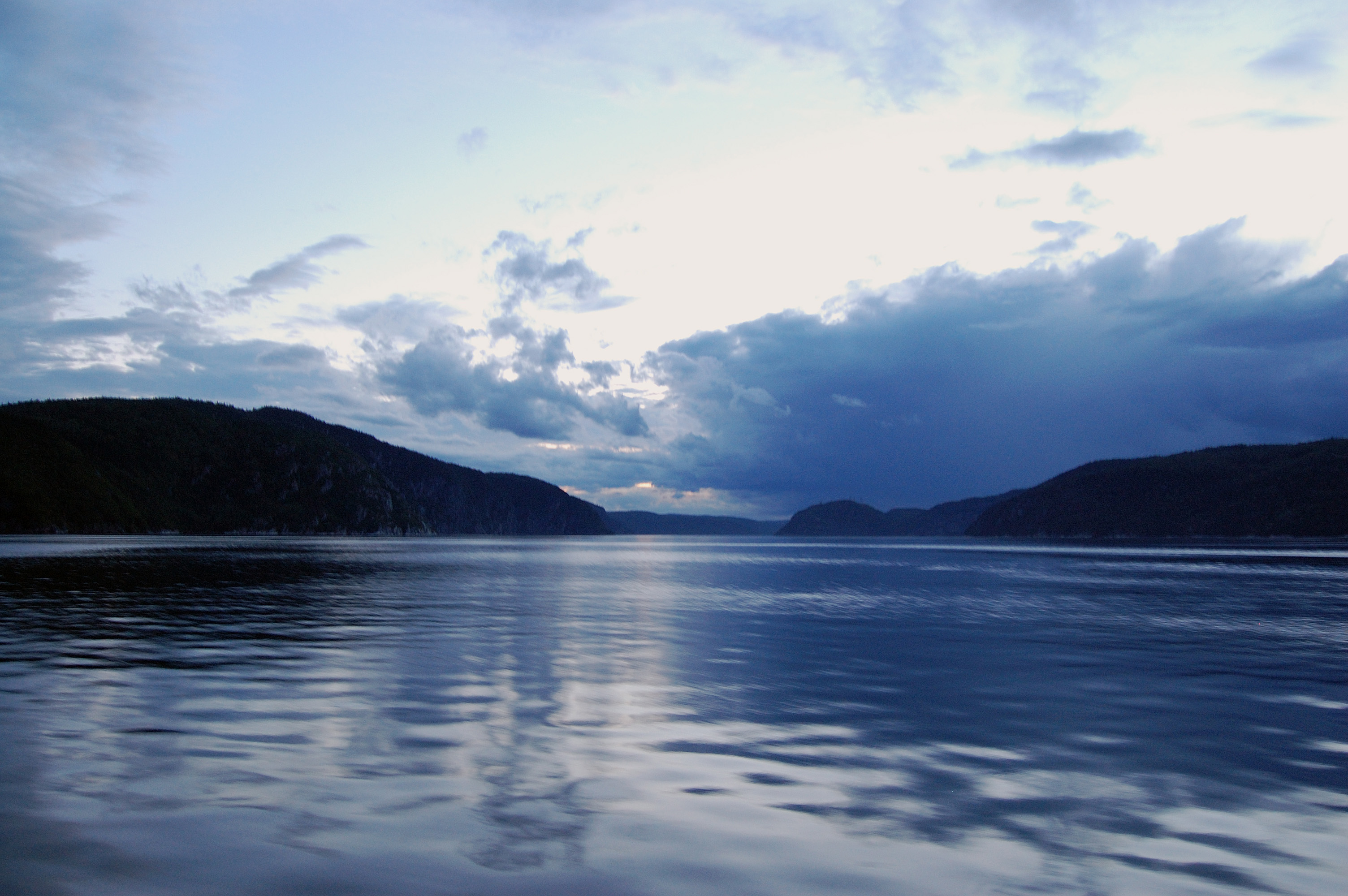
Залив Сагеней в Атлантическом океане

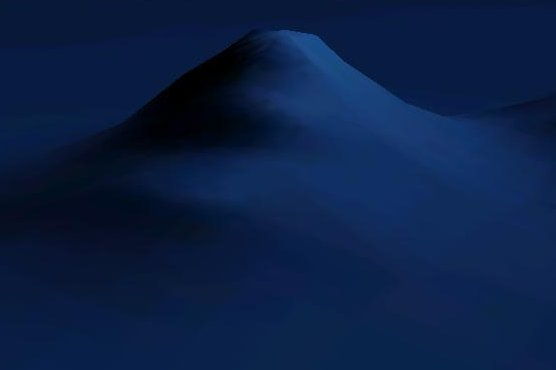
Подводный вулкан Боуи-Симаунт в Тихом океане

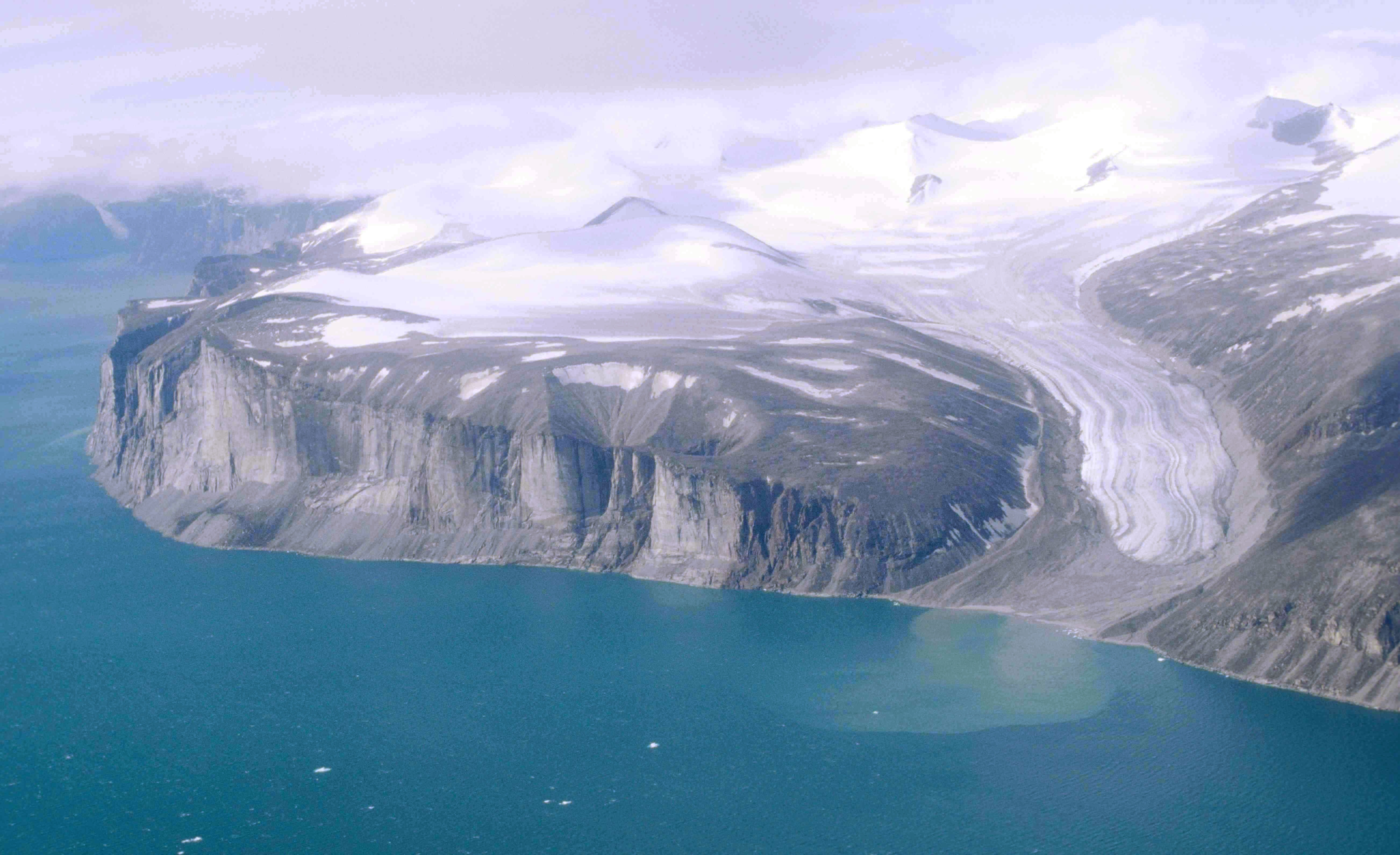
Фьорд Сэм Форд. Севро-западное побережье острова Баффинова земля в Северном Ледовитом океане

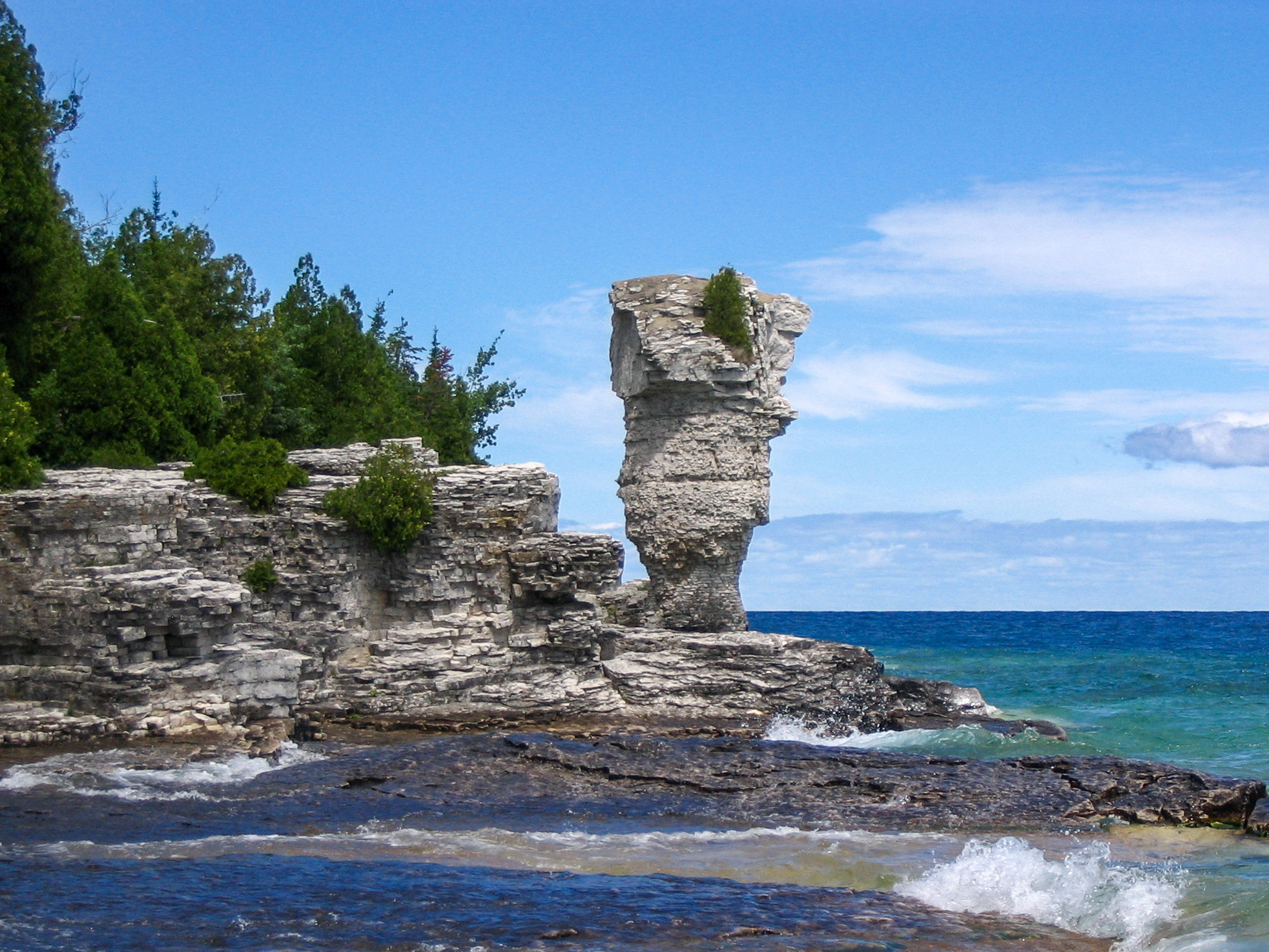
Остров Флауэрпот на озере Гурон, Великие озёра

Национальный морской заповедник (англ. National Marine Conservation Areas (NMCA), фр. Aire marine nationale de conservation) — тип особо охраняемой природной территории Канады, созданный для устойчивого использования и сохранения биоразнообразия водных ресурсов страны. Национальный морской заповедник включает морское дно и столб воды над ним. Кроме того, морские заповедники могут включать болотистые почвы, эстуарии, острова и часть побережья.
Целью создания морских заповедников является охрана редких морских видов животных и растений, проведение подводных исследований, в том числе в области экологии, создание зон отдыха и образовательных программ, формирование модели устойчивого взаимодействия и использования водных ресурсов. В акватории морского заповедника запрещены добыча и разведка полезных ископаемых, сброс отходов.
Федеральным агентством Парки Канады, которое занимается управлением национальными морскими заповедниками, был разработан план создания и развития системы морских заповедников. Его целью является создание сети охраняемых территорий, включающих различные водные экосистемы Канады в четырёх регионах: Атлантический океан, Тихий океан, Северный Ледовитый океан и Великие озёра.

## Система национальных морских заповедников
В общей сложности было выделено 29 различных экосистем:
- Атлантический океан[2]
  - Гудзонов пролив (англ. Hudson Strait, фр. Détroit d'Hudson)
  - Шельф Лабрадора (англ. Labrador Shelf, фр. Plateau du Labrador)
  - Шельф Ньюфаундленда (англ. Newfoundland Shelf, фр. Plateau de Terre-Neuve)
  - Шельф Норт-Галф (англ. North Gulf Shelf, фр. Plateau de Nort Galf)
  - Эстуарий Святого Лаврентия (англ. St. Lawrence Estuary, фр. Estuaire du Saint-Laurent)
  - Залив Святого Лаврентия (англ. Gulf of Saint Lawrence, Magdalen Shallows; фр. Golfe du Saint-Laurent)
  - Лаврентийский канал (англ. Laurentian Channel, фр. Chenal Laurentien)
  - Большая Ньюфаундлендская банка (англ. The Grand Banks, фр. Grands Bancs de Terre-Neuve)
  - Шотландский шельф (англ. Scotian Shelf, фр. Plateau écossais)
  - Залив Фанди (англ. The Bay of Fundy, фр. Baie de Fundy)
- Тихий океан[3]
  - Пролив Хекате (англ. Hecate Strait, фр. Détroit d'Hécate)
  - Шельф Королевы Шарлотты (англ. Queen Charlotte Shelf, фр. Plateau de l'île de la Reine-Charlotte)
  - Пролив Королевы Шарлотты (англ. Queen Charlotte Sound, фр. Bassin de la Reine-Charlotte) (в экосистему включены и воды залива Королевы Шарлотты)
  - Шельф острова Ванкувер (англ. Vancouver Island Shelf, фр. Plateau de l'île de Vancouver)
  - Пролив Джорджия (англ. Strait of Georgia, фр. Détroit de Géorgie)
- Северный Ледовитый океан[4]
  - (англ. Arctic Basin, фр. Bassin Arctique)
  - Море Бофорта (англ. Beaufort Sea, фр. mer de Beaufort)
  - Канадский арктический архипелаг (англ. Arctic Archipelago, фр. Archipel arctique canadien) (воды Канадского Арктического архипелага за вычетом вод остальных экосистем Северного Ледовитого океана).
  - Залив Куин-Мод (англ. Queen Maud Gulf, фр. Golfe de la Reine-Maud) (помимо залива Куин-Мод экосистема включает проливы: Симпсон, Виктория, Джеймс-Росс, Рей, заливы: Коронейшен, Чантри, Расмуссен, Альберт-Эдуард)
  - Пролив Ланкастер (англ. Lancaster Sound, фр. Détroit de Lancaster, инуктитут ᑕᓪᓗᕈᑎᐅᑉ ᐃᒪᖓ Tallurutiup Imanga) (помимо пролива Ланкастер экосистема включает проливы: Принс-Риджент, Барроу, Джонс, Пил, Куинс, Глейшер, Веллингтон, Леди-Анн, заливы: Бутия, Коммитти, Бэр)
  - Шельф Баффиновой Земли (англ. Baffin Island Shelf, фр. Plateau de île de Baffin)
  - Фокс-Бейсин (англ. Foxe Basin, фр. Bassin de Foxe)
  - Гудзонов залив (англ. Hudson Bay, фр. Baie d'Hudson, инуктитут ᑲᖏᖅᓱᐊᓗᒃ ᐃᓗᐊ Kangiqsualuk ilua)
  - Залив Джеймс (англ. James Bay, фр. Baie James)
- Великие озёра[5] (в представленные экосистемы Великих озёр включены только территориальные воды Канады)
  - Озеро Верхнее (англ. Lake Superior, фр. Lac Supérieur)
  - Джорджиан-Бей (англ. Georgian Bay, фр. Baie Georgienne)
  - Озеро Гурон (англ. Lake Huron, фр. Lac Huron)
  - Озеро Эри (англ. Lake Erie, фр. Lac Érié)
  - Озеро Онтарио (англ. Lake Ontario, фр. Lac Ontario)

## Текущее состояние
Первый национальный морской заповедник, Фатом-Файв, был создан в 1987 году у побережья полуострова Брус в озере Гурон, рядом с национальным парком Брус. К началу 2011 года было создано 4 морских заповедника, ещё один проект, морской заповедник Южный пролив Джорджия в южной части пролива Джорджия на юго-западе Британской Колумбии, проводит запланированные исследования.